# Васил Таслаков
Васил Гечев Таслаков е български офицер, полковник от генералния щаб, началник-щаб на 1-ва бригада от 6-а пехотна бдинска дивизия през Балканската (1912 – 1913) и Междусъюзническата война (1913), командир на 35-и пехотен врачански полк (1915 – 1917) и командир на 3-та бригада от 8-а пехотна тунджанска дивизия през Първата световна война (1915 – 1918).

## Биография
Васил Таслаков е роден на 16 март 1864 г. в Троян, Османска империя. На 24 януари 1887 г. постъпва на военна служба. През 1889 г. завършва в 11-и випуск на Военното на Негово Княжеско Височество училище, на 18 май е произведен в чин подпоручик и зачислен в пехотата. На 2 август 1892 г. е произведен в чин поручик, а през 1900 г. в чин капитан. През 1905 г. като капитан от 2-ра бригада от 6-а пехотна бдинска дивизия е командирован за обучение в Николаевската академия на ГЩ в Санкт Петербург, Русия, което обучение завършва през 1908 г. Служи като помощник ротен командир в 16-и пехотен ловчански полк, в 10-и резервен полк и като старши адютант в 6-а пехотна бдинска дивизия. През 1910 г. е произведен в чин майор.
По време на Балканската (1912 – 1913) и Междусъюзническата война (1913) майор Таслаков е началник-щаб на 1-ва бригада от 6-а пехотна бдинска дивизия. След края на войните на 18 декември 1913 г. е произведен в чин подполковник. През 1914 година подполковник от генералния щаб Васил Таслаков, който до това време е началник на 23-то полково военно окръжие е назначен за помощник-командир на 17-и пехотен доростолски на Негово Императорско Височество Великия Княз Владимир Александрович полк.
През Първата световна война (1915 – 1918) подполковник Васил Таслаков първоначално е командир на 35-и пехотен врачански полк (1915 – 1917), за която служба през 1917 г. съгласно заповед № 679 по Действащата армия е предложен за награждаване с Военен орден „За храброст“ III степен, 2 клас, но орденският съвет решава, че може да бъде награден с Военен орден „За храброст“ IV степен, 1 клас. На 16 март 1917 г. е произведен в чин полковник, а през 1918 г. поема командването на 3-та бригада от 8-а пехотна тунджанска дивизия, за която служба през 1921 г. съгласно заповед № 355 по Министерството на войната е награден с Военен орден „За храброст“ III степен, 2 клас.
На 16 ноември 1918 г. е уволнен от служба. Умира на 14 ноември 1933 година.

## Военни звания
- Подпоручик (18 май 1889)
- Поручик (2 август 1892)
- Капитан (1900)
- Майор (1910)
- Подполковник (18 декември 1913)
- Полковник (16 март 1917)

## Образование
- Военно на Негово Княжеско Височество училище (до 1889)
- Николаевска академия на генералния щаб в Санкт Петербург, Русия (1905 – 1908)

## Награди
- Военен орден „За храброст“ IV степен, 2 клас
- Военен орден „За храброст“ IV степен, 1 клас
- Военен орден „За храброст“ III степен, 2 клас
- Орден „За заслуга“ на обикновена лента